# Sandstein Spessart
Das FFH-Gebiet Sandstein Spessart ist ein 2005 vom Regierungspräsidium Stuttgart nach der Richtlinie 92/43/EWG (Fauna-Flora-Habitat-Richtlinie) angemeldetes Schutzgebiet (Schutzgebietskennung DE-6222-341) im Main-Tauber-Kreis im fränkisch geprägten Nordosten Baden-Württembergs. Das FFH-Gebiet ist Bestandteil des europäischen Schutzgebietsnetzes Natura 2000. Mit Verordnung des Regierungspräsidiums Stuttgart zur Festlegung der Gebiete von gemeinschaftlicher Bedeutung vom 30. Oktober 2018 (in Kraft getreten am 11. Januar 2019), wurde das Schutzgebiet ausgewiesen.

## Beschreibung
Das FFH-Gebiet um fasst Mischwaldgebiete mit Quellbereichen, Äcker, Wiesen und Feuchtstandorte mit sandigen Böden in der Talaue des Maintals, extensiv genutztes Grünland (zum Teil Streuobst) im Wildbachtal sowie einen Steinbruch bei Ebenheid.

## Schutzzweck
Folgende Lebensraumtypen nach Anhang I der FFH-Richtlinie kommen im Gebiet vor:
- Kalk-(Halb-)Trockenrasen und ihre Verbuschungsstadien (* orchideenreiche Bestände)
- Artenreiche Borstgrasrasen
- Feuchte Hochstaudenfluren
- Magere Flachland-Mähwiesen
- Erlen-Eschen- und Weichholzauenwälder
- Silikatfelsen mit Felsspaltenvegetation
- Hainsimsen-Buchenwälder
- Nährstoffarme bis mäßig nährstoffreiche Stillgewässer mit Strandlings- oder Zwergbinsen-Gesellschaften
- Natürliche und naturnahe nährstoffreiche Stillgewässer mit Laichkraut- oder Froschbiss-Gesellschaften